# مجتبی قزوینی
مجتبی قزوینی معروف به شیخ مجتبی قزوینی (زادهٔ ۱۲۷۹، قزوین – درگذشتهٔ ۱۳۴۶، مشهد) روحانی شیعه ایرانی بود.

## تحصیلات و سوابق علمی
از اوایل نوجوانی به تحصیل علوم دینی پرداخت. پس از پایان تحصیلات مقدماتی در قزوین، در سال ۱۳۳۰ به همراه پدرش راهی نجف اشرف شد و مدت هفت سال از محافل علمی و محضر استادان نجف چون سید محمدکاظم یزدی و میرزا محمدتقی شیرازی، کسب فیض کرد. در سال ۱۳۳۷ به ایران بازگشت و دو سال در زادگاهش قزوین اقامت نمود. سپس به قم رفته و از درس مرحوم عبدالکریم حائری یزدی استفاده کرد و موفق به اخذ اجازه اجتهاد از او شد. وی در سال ۱۳۳۹ به مشهد مهاجرت کرد.

## استادان
- علامه سیدموسی زرآبادی
- محمدحسین نائینی
- سید محمدکاظم یزدی
- حکیم شهیدی
- میرزا محمد آقازاده خراسانی
- آقاحسین قمی
- موسی خوانساری
- اسدالله عارف یزدی
- میرزا مهدی غروی اصفهانی
- عبدالکریم حائری یزدی

## آثار
- بیان الفرقان فی توحید القرآن
- رساله‌ای در معرفة النفس
- رساله‌ای در نقد بر اصول یازده‌گانه ملاصدرای شیرازی
- نسخه‌هایی در برخی علوم غریبه

## فعالیت‌های سیاسی
نخستین تلاش سیاسی‌اش، به اواخر سال ۱۳۳۰ مربوط می‌شود که به همراه تنی چند از روحانیان مشهد، از سوی روحانیت برای تعیین نمایندگان این صنف در مجلس شورای ملی در دوره هفدهم، انتخاب شد. در سال ۱۳۴۲ بعد از دستگیری روح‌الله خمینی از سوی حکومت پهلوی، به عنوان ابراز تنفر و اعتراض، دستور داد امامان جماعت مسجد گوهرشاد و سایر مساجد، نماز جماعت‌ها را تعطیل کنند و خود در اعتراض به بازداشت خمینی، از مشهد به تهران آمد و به جمع روحانیان معترض به بازداشت او پیوست.

## درگذشت
وی در روز دوشنبه ۱۴ فروردین ۱۳۴۶–۲۲ ذی‌الحجه ۱۳۸۶ پس از تحمل یک بیماری طولانی که حتی قادر به تکلم نیز نبود، درگذشت. پیکرش در حرم علی بن موسی‌الرضا و در صحن عتیق (انقلاب فعلی) به خاک سپرده شد. مزار ایشان اکنون در طبقه پایین صحن رضوی واقع در کنج دارالحجه، پذیرای خیل مشتاقان و زائران علی بن موسی الرضا است.